# Integrierte Produktentwicklung
Integrierte Produktentwicklung (IPE) ist ein moderner Ansatz des Konstruierens. 

## Merkmale und Abgrenzung
Im Gegensatz zu anderen Konstruktionsmethodiken findet bei diesem Ansatz eine konsequente Betrachtung des gesamten Produktlebenszyklus statt (Life-Cycle-Orientierung). Dies führt dazu, dass die Wechselwirkung zwischen Produkt und Prozess verstärkt betrachtet werden muss. Dies bedeutet, dass der Produktentwickler eine ganzheitliche Denkweise verinnerlicht haben muss, durch die er nicht nur auf das zu erschaffende Produkt fixiert ist, sondern auch den Prozessen Beachtung schenkt, die zu dessen Erzeugung, Instandhaltung und Vernichtung erforderlich sind. Das Ziel ist also ein möglichst optimales Produkt zu schaffen und gleichzeitig eine möglichst optimale Herstellung, Verwendung und Entsorgung zu gewährleisten.

## Unterstützende Maßnahmen
Um zusätzliches Rationalisierungspotential zu erschließen, gehen mit der integrierten Produktentwicklung meist noch weitere Maßnahmen einher. Da das traditionelle, rein funktionsorientierte und hierarchische Denken und Arbeiten einer ganzheitlich orientierten Arbeits- und Denkweise im Wege steht, sollte die Abteilungsorganisation und das Arbeitsumfeld so verändert werden, dass ein interdisziplinäres und partnerschaftliches Arbeiten möglich ist. Zur Verbesserung der Arbeitsergebnisse trägt weiterhin die konsequente Anwendung einer methodischen Vorgehensweise bei. Ein Beispiel hierfür ist die Methode des erfinderischen Problemlösens.
Um den Zeitrahmen des Produktentstehungszyklus zu straffen, wird häufig versucht, Prozesse und Abläufe zu parallelisieren. So kann z. B. während der späten Phasen der Konstruktion bereits mit der Arbeitsvorbereitung begonnen werden.
Der Einsatz leistungsfähiger Werkzeuge der Informationstechnik zur Unterstützung des Konstruktionsprozesses ist heute bereits nahezu selbstverständlich.